# Хірао
Хірао (яп. 平生町, ひらおちょう, хірао тьо ) — містечко в Японії, у південно-східній частині префектури Ямаґуті. Засноване 1955 року.
Поселення Хірао було закладее у 1650 році самураями роду Морі. Значна частина цього поселення була створена у штучний спосіб — шляхом утрамбовування прибережної смуги. У період Едо у Хірао існував європейський водопровід, залишки якого сьогодні зараховані до культурних надбань містечка.